# 1343
سنة 1343 للميلاد (بالأرقام الرومانية: MCCCXLIII) هي سنة بسيطة بدأت يوم الأربعاء في التقويم اليولياني.

## أحداث

### يناير إلى ديسمبر
- 27 يناير - أصدر البابا كليمنت السادس مرسوم "Bull Unigenitus" والذي يحدد عقيدة «خزينة الكنيسة» وهو ما قامت عليه عقيدة الغفران لاحقاً في الكنيسة الكاثوليكية.
- 23 أبريل - بدء انتفاضة ليلة القديس جورج في إستونيا.
- 4 مايو - اغتيال «الملوك الإستونيين الأربعة» خلال المفاوضات مع جماعة ليفونيان.
- 15 أغسطس - تنازل ماغنوس الرابع ملك السويد عن عرش النرويج لصالح ابنه الملك هاكون، ولكنه ظل حاكماً بالوصاية لصغر سن ابنه.
- 31 أغسطس - نشوء تحالف بحري بين البابوية، وجمهورية البندقية، وفرسان الإسبتارية، ومملكة قبرص وذلك أثناء الحملة الصليبية على سميرنا.
- 25 نوفمبر - دمر التسونامي جمهورية أمالفي البحرية بعد زلزال.

## مواليد
- 23 يوليو - توماس بيرسي إيرل وستر الأول.

### التاريخ الدقيق غير معروف
- الإمبراطور تشوكي.
- كونستانس أميرة أراغون وملكة صقلية.
- توماسو موسينيغو دوج البندقية.
- باولو ألبوينو ديلا سكالا.
- ألكسندر ستيوارت إيرل بوتشان.
- جيفري تشوسر.

## وفيات
- 20 يناير - روبيرتو ملك نابولي.
- 29 مايو - فرانشيسكو الأول مانفريدي.
- 22 يونيو - أيمون كونت سافوي.
- 23 يونيو - جاكومو غايتاني ستيفانيسكي.
- 16 سبتمبر - فيليب الثالث ملك نافارا.
- 15 ديسمبر - حسن كوتشاك.

### التاريخ الدقيق غير معروف
- أوليك بورك من أومهايل.
- فيرا بالالا الثالث.